# Saison 1 de Julie Lescaut
 (juin 2022).
Si vous disposez d'ouvrages ou d'articles de référence ou si vous connaissez des sites web de qualité traitant du thème abordé ici, merci de compléter l'article en donnant les références utiles à sa vérifiabilité et en les liant à la section « Notes et références ».
Chronologie
Saison 2
Cet article présente l’épisode pilote de la série télévisée Julie Lescaut.

## Distribution principale
- Véronique Genest : Commissaire Julie Lescaut
- Jérôme Anger : Inspecteur Jean-Marie Trémois
- Mouss Diouf : Inspecteur Justin N'Guma
- Alexis Desseaux : Inspecteur Vincent Motta
- Jennifer Lauret : Sarah, la fille ainée de Julie Lescaut
- Joséphine Serre : Babou, la fille cadette de Julie Lescaut

## Liste des épisodes

### Épisode 1:Julie Lescaut[1]
- Mahmoud Zemmouri : Ali
- Blanchette Brunoy : Madeleine
- Pascal Bongard : Repoux
- Eric Prat : Ramirez
- Jean Rougerie : Commissaire Peuchard
- Abdellatif El Abdi : Tarik
- Laure Moutoussamy : Marabout Savane
- Nejla Le Buzit-Saiji : La mère de Tarik
- Rabah Loucif : Farflaoui
- Éric Savin : Loubards
- Michele Moretti : La directrice d'école
- Alexis Derlon : Le Roller
- Gilette Barbier : La Mère Poison
- François Borysse : Le commerçant
- Bob Martet : Le chauffeur du car
- Nicolas Bonvoisin : Le chef de poste
- Karim Nouar : Lofti
- Yacer Hachem : Le frère de Lofti
- Foued Nassah : Le copain de Lofti
- Pierre-Alain Chapuis : Paul
- François Darluet : Le Médecin
- Kader Afroune : Gueule cassée
- Christian Sinniger : L'Homme de l'IGS
- Larbi Ziane : Ahmed l'interprète